# Masoud Shojaei Soleimani
Masoud Shojaei Soleimani (persa: مسعود شجاعی سليمانی, nascut el 9 de juny de 1984 a Siraz) és un futbolista iranià de la dècada de 2000.
Fou internacional amb la selecció de futbol de l'Iran amb la qual participà a tres edicions de la Copa del Món de futbol els anys 2006, 2014 i 2018. Pel que fa a clubs ha estat jugador de CA Osasuna, UD Las Palmas i Panionios FC.